# Saint-Voir
Saint-Voir – miejscowość i gmina we Francji, w regionie Owernia-Rodan-Alpy, w departamencie Allier.

## Demografia
Według danych na rok 1990 gminę zamieszkiwało 196 osób, a gęstość zaludnienia wynosiła 8 osób/km². W styczniu 2015 r. Saint-Voir zamieszkiwało 206 osób, przy gęstości zaludnienia wynoszącej się 8,4 osób/km².